# Gabriel de Lesnovo
Gabriel de Lesnovo (en macédonien Гаврил Лесновски) est un saint de Macédoine, né à Ossitché, près de Kriva Palanka, au Xe siècle. L'Église orthodoxe le fête le 28 janvier. Avec Prohor de Ptchinya et Joachim d'Osogovo, c'est l'un des trois disciples de Jean de Rila, protecteur de la Bulgarie.
Gabriel est issu d'une famille de seigneurs et reçoit une bonne éducation. Il entre dans les ordres après la mort de son épouse et fonde le monastère de Lesnovo. Il se fait ensuite ermite, et passe trente ans dans le jeûne et la prière, au milieu de la forêt. Après sa mort, ses reliques sont transférées au monastère de Lesnovo, où il est vénéré. Elles sont plus tard déposées dans une église de Veliko Tarnovo par Jean Kalojan ou Ivan Assen II. Elles ont aujourd'hui disparu,.